# Billy Vunipola
Billy Vunipola (nacido Viliami Vunipola el 3 de noviembre de 1992, en Sídney) es un jugador de rugby británico, que juega de número 8 en el Montpellier Hérault Rugby del Top 14 y jugó para la selección de rugby de Inglaterra.

## Primeros años
Vunipola nació en Brisbane (Queensland, Australia), hijo de un antiguo capitán de la selección de rugby de Tonga, Fe'ao Vunipola y una ministra metodista, Rev. Iesinga Vunipola (quien es también capellana de la comunidad tongana en el Reino Unido). También es sobrino de otros dos jugadores que fueron internacionales, Manu y 'Elisi Vunipola: ambos representaron a Tonga en la década de los años 1990. Su hermano, Mako Vunipola, juega de pilier con los Saracens.
Después de trasladarse a Gales con su familia de niño, fue educado en the Castle School en Thornbury, y jugó rugby junior para Thornbury RFC antes de ganar una beca para acudir a la Harrow School.

## Trayectoria deportiva
Mientras estaba todavía en Harrow School, Billy se unió a la London Wasps Academy. Hizo su debut con el equipo senior en la temporada 2011–12 y jugó 30 partidos en dos temporadas antes de dejarlo a finales de la temporada 2012–2013. Vunipola firmó un contrato en enero de 2013 para pasarse a los Saracens a finales de la Aviva Premiership 2012-13.

### Internacional
Después de representar a Inglaterra en los equipos de rugby sub-18 y sub-20, fue llamado al equipo de los England Saxons en enero de 2013. Entrenó con el equipo nacional en el Torneo de las Seis Naciones 2013 e hizo su debut con la selección durante la gira por Argentina en 2013, en el partido contra Argentina en Salta en junio de 2013, saliendo del banquillo para lograr un try en la victoria de Inglaterra 32–3. Anteriormente, en esa gira, jugó un partido que no cuenta como test match, contra Consur XV, en el que hizo un hat-trick en seis minutos.
Seleccionado para jugar con Inglaterra la Copa Mundial de Rugby de 2015, en el partido inaugural contra Fiyi estaba de suplente, y salió en el minuto 52 sustituyendo a Morgan. Su try, en la última jugada del partido, proporcionó a Inglaterra un punto bonus.
Fue seleccionado por Eddie Jones para formar parte del XV de la rosa en la Copa Mundial de Rugby de 2019 en Japón donde lograron vencer en semifinales, en el que fue el mejor partido del torneo, a los All Blacks que defendían el título de campeón, por el marcador de 19-7. Sin embargo, no pudieron vencer en la final a Sudáfrica perdiendo por el marcador de 32-12.

#### Participaciones en Copas del Mundo
| Mundial                       | Sede       | Resultado    | PJ | Tries |
| ----------------------------- | ---------- | ------------ | -- | ----- |
| Copa Mundial de Rugby de 2015 | Inglaterra | Primera fase | 2  | 1     |
| Copa Mundial de Rugby de 2019 | Japón      | Subcampeón   | 6  | 1     |
| Copa Mundial de Rugby de 2023 | Francia    | 3er Puesto   | 5  | 0     |

## Palmarés y distinciones notables
- Campeón Aviva Premiership 2014-2015 (Saracens)[8]
- Campeón de la Anglo-Welsh Cup de 2014/15.
- Campeón Aviva Premiership 2015-2016 (Saracens)[9]
- Campeón Champions Cup 2015-2016 (Saracens)[10]
- Campeón Seis Naciones 2016 con Gran Slam (Inglaterra)
- Campeón Seis Naciones 2017 (Inglaterra)
- Mejor jugador de Europa 2016[11]
- Seleccionado por los British and Irish Lions para la gira de 2017 en Nueva Zelanda[12]